# 侏罗纪公园：失落的世界
《侏罗纪公园：失落的世界》（英語：The Lost World: Jurassic Park），簡稱侏羅紀公園2，是一部1997年的科幻冒險電影，本片為《侏罗纪公园》的續集，同樣根據麥可·克萊頓的原著小說改編並由史蒂芬·史匹柏執導。電影的主要場景在作為「侏罗纪公园」輔助地點的索納島上，該島上已經充斥野生的各種恐龍，前集主角伊恩·馬爾科姆率領一個探險隊去紀錄恐龍的生態，同時國際遺傳公司為了在聖地牙哥開設另一座「侏罗纪公园」，也派了一組人馬去捕捉恐龍。

## 劇情
「國際遺傳公司」（InGen）因為四年前侏羅紀公園事故而瀕臨破產，從公園死裡逃生的數學家伊恩·馬康姆一天受哈蒙德傳喚，被他告知之前的努布拉島只是為遊客準備的樂園區，真正的恐龍養殖區是面積更為廣闊、位於主島西南方向的「索納島」（Isla Sorna），稱為「B區」（Site B）；島上設施因幾年前發生風暴而棄置。哈蒙德解釋不久前曾有一個英國富有家庭私闖該島，家中小女孩遭島上恐龍弄傷，而哈蒙德的野心侄子彼得·魯德洛藉由這起事故掌握公司權力，準備利用索納島上的恐龍群營利。而哈蒙德打算搶在魯德洛插手之前搜集到足夠證據，向大眾證明島上自由生存的恐龍無需人類干涉。伊恩得知他的女友兼古生物學家莎拉·哈汀已率先抵島拍照取證，一心只想將她平安帶回而立即召集隊伍奔向索納島，然而他的小女兒凱莉躲入行動車間中偷偷跟去。
眾人到達索納島內陸用探險設備專家艾迪·卡爾準備的攝制型露營車到懸崖處安設營地，攝影師尼克·范·歐文進入叢林拍攝劍龍群時意外找到莎拉。然而這時，魯德洛率領狩獵隊一同上島，利用高級捕捉車具抓到副櫛龍、劍龍、馬門溪龍、似雞龍、厚頭龍、三角龍和細顎龍，伊恩推斷對方會將這些恐龍運回美國，放置到公司在聖地牙哥即將完工的新公園來為遊客觀賞。尼克看不慣這種偷獵行為，陪莎拉趁夜裡溜進對方營地開籠釋放所有恐龍，在營地造成大騷動，當時正在捕捉暴龍的狩獵隊長羅蘭·譚波被迫中途折返，訓斥副手迪特·史塔克指揮不當，並從鎖遭人剪斷這點得知島上還有其他人。
尼克與莎拉營救被當作捕捉暴龍誘餌的小暴龍，將其帶回車間縫合包扎傷口，但這麼做卻驚動島上的公母暴龍，追到車外要回牠們的孩子。莎拉剛將幼龍還回去，兩隻暴龍開始嚴重破壞三人身在的車間，而車的尾端則卡在懸崖邊慢慢下滑。艾迪及時趕回來試圖用吉普車繩索將車間往回拉，但不巧碰上公母暴龍回來視察，殊死抵抗的艾迪被牠們撕成兩半吃掉。整體車間墜下懸崖炸毀，伊恩、莎拉與尼克順著繩子爬上去後被凱莉叫來的羅蘭一行人搭救。由於通訊設備均毀加上無處可逃，兩方隊伍只能同舟共濟，前往位於島中央的棄置行動中心，採用當地的通訊設備呼叫救援。迪特行進叢林期間跟隊伍走散而在森林深處迷路，最後失足滾下山坡遭到成群的細顎龍包圍並吃掉。隊伍晚間在一片空地紮營睡覺，然而莎拉不慎忽略自己外套上沾著幼龍血液，導致公母暴龍追蹤氣味至營地展開攻擊。
母暴龍追趕往森林中逃跑的隊伍，尼克帶領凱莉與莎拉躲進瀑布中逃過一劫，而其他隊員奔跑進長草叢地帶，遭遇迅猛龍群的埋伏而幾乎全軍覆沒。後到的伊恩帶領尼克、凱莉和莎拉狂奔到達棄置行動中心外圍，尼克獨自進入主樓找到通訊設備，並用路上撿到的背包中的資料呼叫救援直升機前來。而伊恩、凱莉與莎拉進入廣場遭遇三隻偷溜進來的迅猛龍埋伏，經過一場驚險的周旋後，三人智鬥成功擺脫牠們，最後集體搭上救援直升機逃離索納島。另一方面，羅蘭用高級麻醉標捕獲公暴龍，魯德洛迎接公司派的增援準備用船將公暴龍運回聖地牙哥，並再度捕獲小暴龍。而羅蘭因為這次行動損失過重，最後謝絕魯德洛提供的工作機會而搭機返家。伊恩和莎拉回國後立即趕往魯德洛在碼頭舉行的發佈會，而當時碼頭海關發現運送貨船即將靠近碼頭卻依然全速行駛，最後整艘船失控撞毀碼頭甲板。
所有人上船查看發現船員屍體遍佈，而運送途中清醒的公暴龍直接從開啟的貨艙中逃出，突破海關進入聖地牙哥城市中大肆破壞。伊恩與莎拉認為唯一方法便是再次用幼龍做誘餌來將公暴龍引回船上，兩人於是開車到魯德洛未完工的新公園設施中救走處於麻醉的幼龍，順勢將暴龍一步一步引回碼頭。賊心不死的魯德洛緊跟他們身後，企圖親自捉回被他們放回貨倉中的幼龍，最後卻發現自己被暴龍父子包圍，在腿被咬傷情況下遭幼龍撕成碎片。莎拉在遠處對暴龍發射麻醉標，讓牠再度陷入沉睡，伊恩則第一時間將貨艙門關閉。隔天，美軍開貨船護送暴龍父子返回列為自然保護區的索納島，並派遣海軍和空軍對索納島進行嚴密封鎖。哈蒙德提議應該讓索納島上的恐龍在無人類干預的情況下繁衍，最後引用馬康姆說過的話「生命會找到出路」。

## 演員
| 演員                                 | 角色                         | 備註 |
| 傑夫·高布倫 Jeff Goldblum            | 伊恩·馬康姆 Dr. Ian Malcolm  | 專攻混沌理論的數學家，四年前在侏羅紀公園生還後，變得比以前更加獨斷、刻薄、憤世嫉俗，當時已成為備受大眾爭議的名人。                        |
| 茱莉安·摩爾 Julianne Moore           | 莎拉·哈汀 Dr. Sarah Harding  | 古生物行為學家，堅強獨立，但比較自以為是、有勇無謀，因此與男友伊恩產生許多矛盾，自願到索納島上對恐龍拍照取證。                            |
| 彼得·普斯特李威 Pete Postlethwaite   | 羅蘭·譚波 Roland Tembo       | 專門獵捕大型動物的專業獵人，受魯德洛所雇用擔任狩獵隊長，重情重義、只相信他自己的專業技巧，以捕殺暴龍為目標。                              |
| 亞歷斯·霍華 Arliss Howard            | 彼得·魯德洛 Peter Ludlow     | 國際遺傳公司新上任的行政總裁，哈蒙德的侄子，貪婪且富有野心，計劃在聖地牙哥建立一座嶄新的公園企圖重塑公司形象。                            |
| 李察·艾登保羅 Richard Attenborough   | 約翰·哈蒙德 John Hammond     | 國際遺傳公司的前總裁，從侏羅紀公園封閉其僥倖生存後辭退總裁位置，為了保留索納島作為遺產而派出隊伍搜集證據。                                |
| 文斯·沃恩 Vince Vaughn               | 尼克·范歐文 Nick Van Owen    | 一名交遊甚廣、有豐富旅行經驗的記錄片製作人，環保主義的攝影師兼行動者，對恐龍比較有愛心，看不慣他人針對恐龍進行獵捕。                      |
| 彼得·史托馬 Peter Stormare           | 迪特·史塔克 Dieter Stark     | 羅蘭的左右手，手持電槍，以虐待動物為樂的獵人，不管是待人或動物都非常惡劣。                                                                |
| 哈維·傑森 Harvey Jason               | 亞賈·席德胡 Ajay Sidhu       | 來自印度的追蹤者，有實力、有經驗，長時間追隨羅蘭德的搭檔。                                                                                |
| 凡妮莎·李·查斯特 Vanessa Lee Chester | 凱莉·柯蒂斯 Kelly Curtis     | 伊恩最小的女兒，學校體操選手，常感到被父親忽視，所以偷偷跟隨父親上島。                                                                    |
| 李察·席夫 Richard Schiff             | 艾迪·卡爾 Eddie Carr         | 哈蒙德指派的野外設備專家，跟著伊恩等人上島，提供一系列探險設備和載具。                                                                    |
| 湯瑪斯·F·達菲 Thomas F. Duffy        | 羅伯特·伯克 Dr. Robert Burke | 國際遺傳公司的古生物學家，在羅蘭的隊伍裡擔任恐龍專家。該角色影射著名古生物學家羅伯特·巴克，他是首先提出暴龍為主動出擊型的掠食動物的學者。 |
| 雅莉安娜·理察斯 Ariana Richards      | 莉絲·墨菲 Lex Murphy         | 哈蒙德的孫女，在四年前的侏羅紀公園裡倖存。                                                                                                |
| 約瑟夫·馬傑羅 Joseph Mazzello        | 提姆·墨菲 Tim Murphy         | 哈蒙德的孫子，莉絲的弟弟，同樣在樂園災難裡倖存。                                                                                          |
| 卡蜜拉·貝兒 Camilla Belle            | 凱西·鮑曼 Cathy Bowman       | 在片頭逗細頸龍而受到攻擊的小女孩。 |

本片編劇大衛·柯普在片中客串扮演公暴龍大鬧聖地牙哥期間被吃掉的民眾。

## 製作
本片的主體拍攝於1996年9月5日開始，於北加利福尼亞州進行製作。

## 評價
爛番茄網站上對這部電影的專業評價為51分，在68條專業評論中，35條專業評論認為這部片好，33條專業評論認為這部片不好，所以平均評分為 5.6/10  ，觀眾的評價則是51分，在649452位爛番茄的用戶發表的評論中，平均評分為3.2/5  。

## 票房
1997年在北美上映就擁有多項可觀的紀錄，當時3281廳數上映為歷史新高，首周票房7213萬美金更是銳不可擋，又破了一次首週最高票房紀錄，並追平最快破億的電影紀錄（7天）。
台灣方面，最終全台票房為新台幣4.3億元。

## 外部連結
- 互联网电影数据库（IMDb）上《侏罗纪公园：失落的世界》的资料（英文）
- AllMovie上《侏罗纪公园：失落的世界》的资料（英文）
- 爛番茄上《侏罗纪公园：失落的世界》的資料（英文）
- Box Office Mojo上《侏罗纪公园：失落的世界》的資料（英文）
- Metacritic上《侏罗纪公园：失落的世界》的資料（英文）
- 開眼電影網上《侏罗纪公园：失落的世界》的資料（繁體中文）
- 豆瓣电影上《侏罗纪公园：失落的世界》的資料 （简体中文）
- 时光网上《侏罗纪公园：失落的世界》的資料（简体中文）